# Moore um die Wies
Koordinaten: 47° 40′ 28″ N, 10° 54′ 36″ O

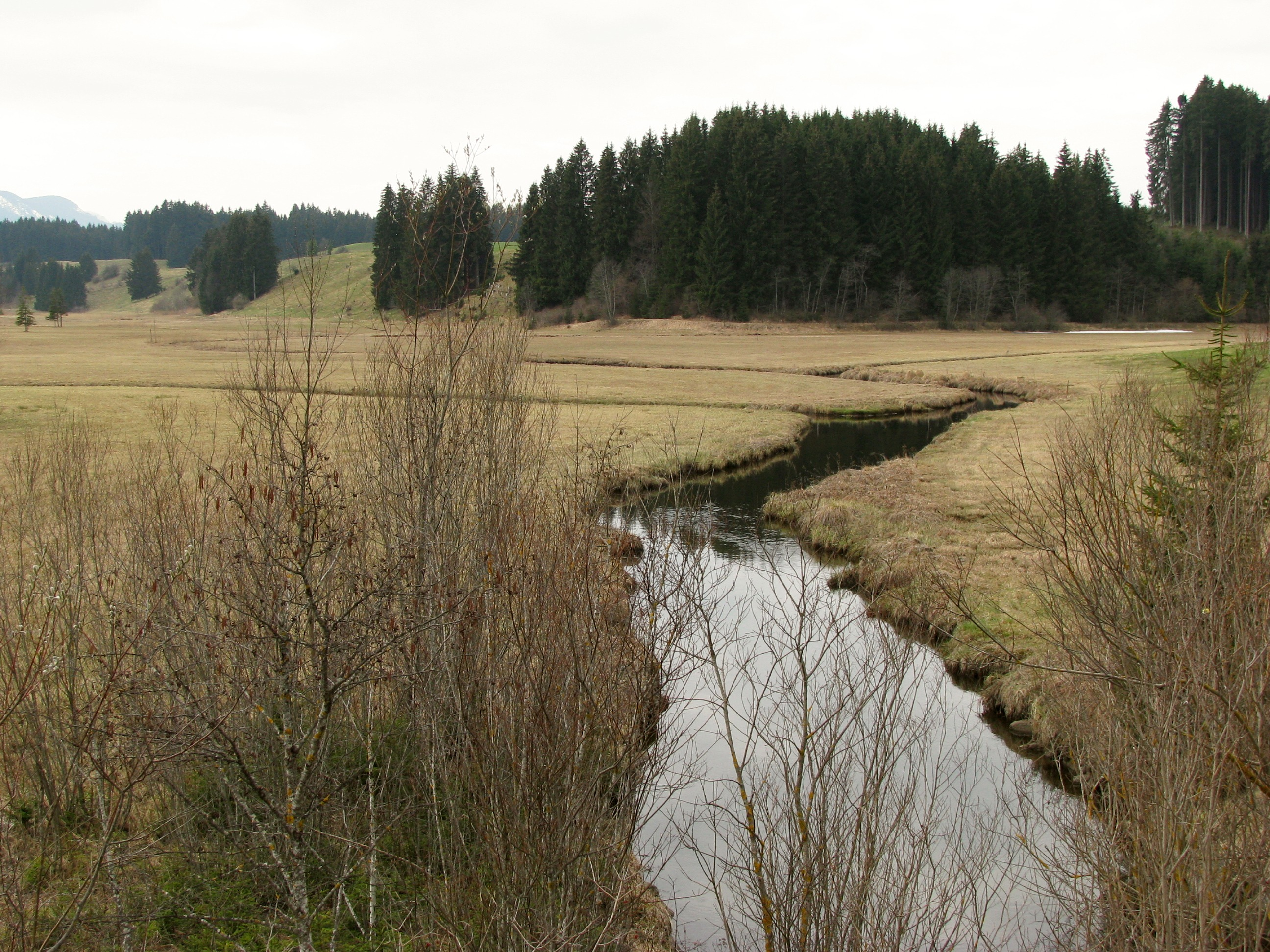
Naturschutzgebiet Moore um die Wies (April 2012)

Das Naturschutzgebiet Moore um die Wies liegt im Landkreis Weilheim-Schongau in Oberbayern auf dem Gebiet der Gemeinde Steingaden. Es ist FFH-Gebiet Naturschutzgebiet Moore um die Wies (8331-301).
Das 375,4 ha große Gebiet mit der Nr. NSG-00361.01, das im Jahr 1989 unter Naturschutz gestellt wurde, erstreckt sich südöstlich der Wieskirche in der Gemeinde Steingaden. Durch das Gebiet fließt der Kläperfilzgraben.